# Misool
Misool (Misoöl, indonez. Pulau Misool) – jedna z wysp Indonezji na morzu Seram w grupie wysp Raja Ampat; powierzchnia 2033,6 km², długość linii brzegowej 269,5 km; ok. 6 tys. mieszkańców.
Otoczona wieloma mniejszymi wysepkami; zbudowana z wapieni, występują zjawiska krasowe; północna część wyspy nizinna, południowa wyżynna (wys. do 565 m n.p.m.). 
Uprawa palmy kokosowej, sagowca, rybołówstwo i połów strzykw. Zamieszkana gł. przez Papuasów.
Mieszkańcy wyspy posługują się językami ma’ya, matbat i biga.

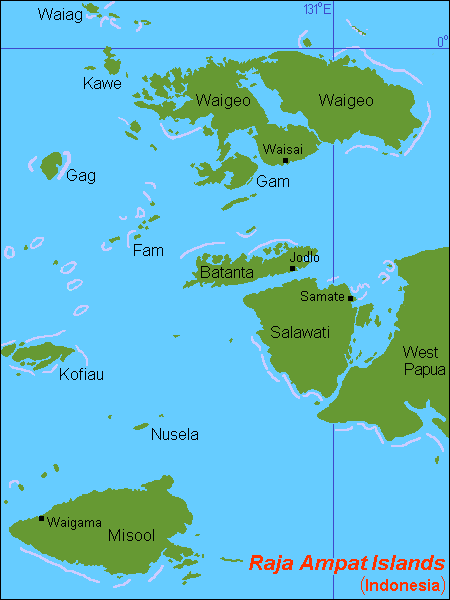
Wyspa Misool znajdująca się na dole mapy